# Slobodan Komljenović
Slobodan Komljenović (szerbül: Слободан Комљеновић, Frankfurt am Main, 1971. november 11. –) szerb válogatott labdarúgó.
A jugoszláv válogatott tagjaként részt vett az 1998-as világbajnokságon és a 2000-es Európa-bajnokságon.

## Sikerei, díjai
Eintracht Frankfurt
- Német kupadöntős (1): 1997–98